# Сікандар-шах I
Сікандар-шах I (д/н — 1413) — 6-й султан Кашміру в 1389—1413 роках. Мав прізвисько «Бут-Шикан» (Руйнівник ідолів). Проводив жорстку політику ісламізації.

## Життєпис
Походив з династії Шах-Міри (Саїдидів). Син султана Кутб ад-Дін-шаха. 1389 року після смерті останнього успадкував трон. Втім через молодий вік правління взяла на себе його мати Сура.
1393 року з Хорезму, Кабула, Тохаристану стали прибувати біженці від військ чагатайського аміра Тимура, збільшивши кількість мусульман в султанаті. З ними прибули прихильники суфія мір Гамадані — саїди-байхакиди. Султан Сікандар-шах I потрапив під їх вплив. Водночас за допомогою саїдів повалив правління матері, перебравши повноту влади на себе.
Розпочав політику ісламізації населення, заборонивши танці, музику, співи індуїстів та буддистів, а також знак індуїстів тілак. За наказом султана почали руйнуватися індуїстські храми та вівтарі. Хто не бажав навертатися до ісламу було наказати страчувати. Внаслідок цього багато індуїстів та буддистів залишили Кашмір. Султан виділив землю мусульманам і збудував ханаки для суфіїв. Було впроваджено посаду шейх-уль-іслам, основою законодавства стали норми шаріату.
1399 року під час індійського походу аміра Тимура визнав його зверхність погодившись сплатити величезну данину, більшу частину з якої отримав завдяки пограбуванню індуїстських храмів. Згодом Сікандар-шах I реформував податкову систему держави, скасувавши податок тамга, який накладався на усіх підданих. 1400 року замість цього впровадив джизью для немусульман. 
Відновив владу султанату над областями Ладакх і Балтистан. Помер 1413 року. Йому спадкував син Алі-шах I.